# Di truyền liên kết

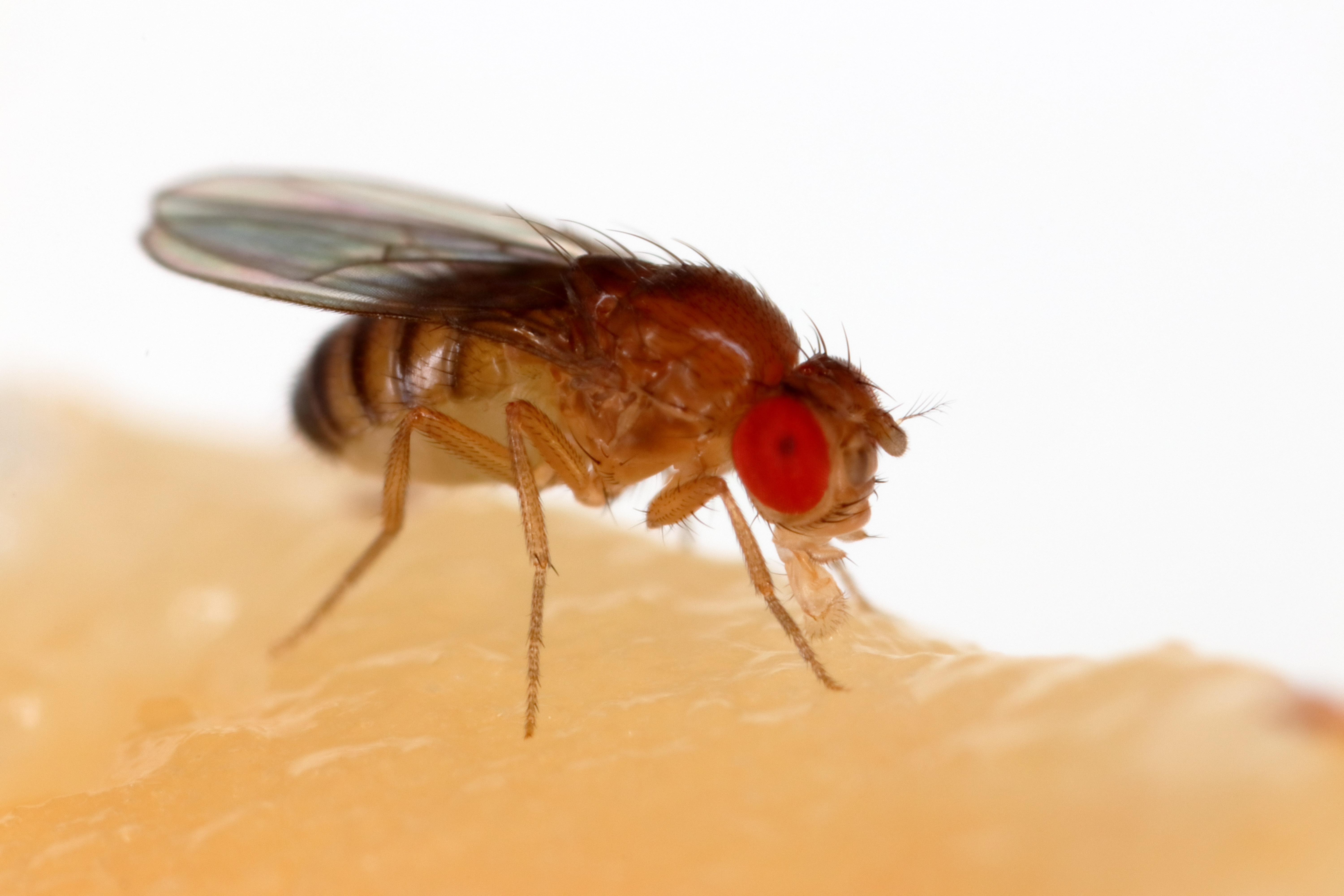
Ruồi giấm thường (D. melanogaster) là động vật mô hình, đối tượng được Thomas Hunt Morgan nghiên cứu để tìm ra quy luật di truyền liên kết gen. Cho tới năm 2017, đã có tới tám giải Nobel được trao cho những nhà khoa học có công trình nghiên cứu sử dụng ruồi giấm.

Di truyền liên kết (Genetic linkage) là hiện tượng một nhóm trình tự gen cùng nằm trên nhiễm sắc thể (NST) và được di truyền cùng nhau trong quá trình giảm phân của sinh sản hữu tính. Hai gen cùng nằm trên NST có locus càng gần nhau thì càng khó hoán đổi vị trí cho nhau trong quá trình tiếp hợp và trao đổi chéo giữa các nhiễm sắc tử (cromatit) không chị em trong cặp NST tương đồng ở kì đầu của giảm phân I. Trong khi đó, hai gen cùng nằm trên NST có locus càng xa nhau thì càng dễ dàng hoán đổi vị trí cho nhau. Ta gọi hai gen cùng nằm trên một NST là hai gen liên kết.
Liên kết gen là trường hợp ngoại lệ đặc biệt tiêu biểu cho quy luật phân ly của Mendel. Mặc dù vậy, sự ra đời của khái niệm "liên kết gen" không hề chống lại quy luật phân li của Mendel mà trái lại bổ sung, lấp đầy những khoảng trống của di truyền Mendel.

## Di truyền liên kết hoàn toàn
Di truyền liên kết hoàn toàn áp dụng cho trường hợp không xuất hiện hiện tượng hoán vị gen (gen không đổi chỗ cho nhau trong quá trình phát sinh giao tử).

### Thí nghiệm của Morgan
Ở ruồi giấm, người ta phát hiện đột biến về màu thân và chiều dài cánh: trong đó kiểu dại là thân xám bị đột biến thành thân đen, kiểu dại là cánh dài bị đột biến thì cánh cụt. Quy ước allele b (black) quy định thân xám trội hoàn toàn so với allele b+ quy định thân đen, allele vg (vestigal) quy định cánh dài trội hoàn toàn so với allele vg+ quy định cánh cụt. Sự biểu hiện của hai gen trên không phụ thuộc vào môi trường (độ thấm là 100%).

#### Cách tiến hành
Morgan tiến hành lai ruồi giấm cái thân xám, cánh dài thuần chủng với ruồi giấm đực thân đen, cánh cụt thuần chủng thì F1 thu được hoàn toàn ruồi thân xám, cánh dài. Lấy ruồi cái F1 thân xám, cánh dài lai phân tích thì đời con Fa phân ly theo tỉ lệ 1 thân xám, cánh dài: 1 thân đen, cánh cụt, xem như tần số đột biến là 0.

#### Lí luận
Giả sử hai gen quy định màu thân, độ dài cánh tuân theo quy luật phân ly độc lập của Mendel, ta có sơ đồ lai như sau
| P   | thân xám, cánh dài bb vgvg | x | thân đen, cánh cụt b+b+ vg+vg+ |
| --- | --- | --- | --- |
| GP  | b vg | | b+ vg+ |
|     | bb+ vgvg+ thân xám, cánh dài | | |
|     | bb+ vgvg+ | | b+b+ vg+vg+ |
| GF1 | 1 b vg: 1 b+ vg+: 1 b vg+: 1 b+ vg | | b+vg+ |
| Fa  | 1 bb vgvg: 1 b+b+ vg+vg+: 1 b+b+ vgvg: 1 bb vg+vg+ 1 thân xám, cánh dài: 1 thân đen, cánh cụt: 1 thân xám, cánh cụt: 1 thân đen, cánh dài | 1 bb vgvg: 1 b+b+ vg+vg+: 1 b+b+ vgvg: 1 bb vg+vg+ 1 thân xám, cánh dài: 1 thân đen, cánh cụt: 1 thân xám, cánh cụt: 1 thân đen, cánh dài | 1 bb vgvg: 1 b+b+ vg+vg+: 1 b+b+ vgvg: 1 bb vg+vg+ 1 thân xám, cánh dài: 1 thân đen, cánh cụt: 1 thân xám, cánh cụt: 1 thân đen, cánh dài |

Tuy nhiên, thực nghiệm lại cho thấy rằng Fa chỉ phân ly theo tỉ lệ 1 thân xám, cánh dài: 1 thân đen, cánh cụt. Vậy chắc chắn sự di truyền của màu thân và chiều dài cánh không tuân theo quy luật phân ly độc lập của Mendel. Sau khi nghiên cứu, Morgan đã đưa kết luận rằng: hai gen quy định màu thân, chiều dài cánh có locus gen nằm trên cùng một NST nên không thể phân ly độc lập như quan niệm của Mendel. Ông biểu diễn kiểu gen của ruồi (P) thân xám, cánh dài và thân đen, cánh cụt: {\displaystyle {\operatorname {b\ vg} \! \over \operatorname {b\ vg} }}và {\displaystyle {\operatorname {b^{+}\ vg^{+}} \! \over \operatorname {b^{+}\ vg^{+}} }}(dấu gạch ngang để thể hiện rằng hai gen b và vg cùng nằm trên một NST). Ta có sơ đồ lai ruồi giấm theo quy luật di truyền liên kết:
| P   | thân xám, cánh dài {\displaystyle {\operatorname {b\ vg} \! \over \operatorname {b\ vg} }} | x | thân đen, cánh cụt {\displaystyle {\operatorname {b^{+}\ vg^{+}} \! \over \operatorname {b^{+}\ vg^{+}} }} |
| --- | --- | --- | --- |
| GP  | b vg | | b+ vg+ |
|     | {\displaystyle {\operatorname {b\ vg} \! \over \operatorname {b^{+}\ vg^{+}} }} thân xám, cánh dài | | |
|     | {\displaystyle {\operatorname {b\ vg} \! \over \operatorname {b^{+}\ vg^{+}} }} | x | {\displaystyle {\operatorname {b^{+}\ vg^{+}} \! \over \operatorname {b^{+}\ vg^{+}} }} |
| GF1 | 1 b vg: 1 b+ vg+ | | b+vg+ |
| Fa  | 1 {\displaystyle {\operatorname {b\ vg} \! \over \operatorname {b^{+}\ vg^{+}} }}: 1 {\displaystyle {\operatorname {b^{+}\ vg^{+}} \! \over \operatorname {b^{+}\ vg^{+}} }} 1 thân xám, cánh dài: 1 thân đen, cánh cụt | 1 {\displaystyle {\operatorname {b\ vg} \! \over \operatorname {b^{+}\ vg^{+}} }}: 1 {\displaystyle {\operatorname {b^{+}\ vg^{+}} \! \over \operatorname {b^{+}\ vg^{+}} }} 1 thân xám, cánh dài: 1 thân đen, cánh cụt | 1 {\displaystyle {\operatorname {b\ vg} \! \over \operatorname {b^{+}\ vg^{+}} }}: 1 {\displaystyle {\operatorname {b^{+}\ vg^{+}} \! \over \operatorname {b^{+}\ vg^{+}} }} 1 thân xám, cánh dài: 1 thân đen, cánh cụt |

## Di truyền liên kết gen không hoàn toàn (Hoán vị gen)
Điều kiện nghiệm đúng cho quy luật di truyền này là diễn ra bình thường quá trình tiếp hợp và trao đổi chéo (không làm xuất hiện đột biến do đứt gãy gen hay trao đổi chéo không đều) và số lượng cá thể phải đủ lớn.